# Liste der Nummer-eins-Hits in Schweden (1977)
Diese Liste enthält alle Nummer-eins-Hits in Schweden im Jahr 1977. Es gab in diesem Jahr fünf Nummer-eins-Singles und neun Nummer-eins-Alben.
| Singles | Alben |
| --- | --- |
| - Boney M. – Daddy Cool - 12 Wochen (30. November 1976 – 24. Februar 1977) - Jan Lindblad – Shenandoah - 10 Wochen (25. Februar – 5. Mai) - Barbi Benton – Ain’t That Just the Way (That Love Goes Down) - 10 Wochen (6. Mai – 14. Juli) - Boney M. – Ma Baker - 6 Wochen (15. Juli – 25. August) - Baccara – Yes Sir, I Can Boogie - 20 Wochen (26. August 1977 – 12. Januar 1978) | - ABBA – Arrival - 10 Wochen (19. Oktober 1976 – 10. Januar 1977) - Boney M. – Take the Heat off Me - 6 Wochen (11. Januar – 24. Februar) - Electric Light Orchestra – A New World Record - 10 Wochen (25. Februar – 5. Mai) - Barbi Benton – Playboy Record Artists - 6 Wochen (6. Mai – 16. Juni) - Boney M. – Love for Sale - 10 Wochen (17. Juni – 25. August) - Smokie – Greatest Hits - 10 Wochen (26. August – 3. November) - Magnus Uggla – Va' ska man ta livet av sig för när man ändä inte får höra snacket efteråt - 4 Wochen (4. November – 1. Dezember) - Baccara – Baccara - 4 Wochen (2. Dezember – 29. Dezember, insgesamt 8 Wochen; → 1978) - ABBA – ABBA – The Album - 4 Wochen (30. Dezember 1977 – 26. Januar 1978) |